# John Shive
John Northrup Shive (22 février 1913 - 1er juin 1984) est un chercheur physicien américain qui a apporté des contributions notables dans les domaines de l'ingénierie électronique et de la physique du solide au tout début du développement du transistor aux Laboratoires Bell. Il produisit, en particulier, la preuve expérimentale que les trous pouvaient diffuser dans la masse du germanium, et pas seulement en surface, comme on le pensait jusqu'alors. Cette découverte ouvrit la voie au transistor à point de contact de John Bardeen et Walter Brattain puis au plus robuste transistor à jonction de William Shockley. Shive est surtout connu pour avoir inventé, en 1948, le phototransistor, un dispositif qui combine la sensibilité à la lumière d'une photodiode avec le gain en courant d'un transistor. Il est aussi connu pour avoir inventé, en 1959, la machine à onde : un dispositif pédagogique pour rendre visible la propagation d'une onde.

## Enfance et adolescence
John N. Shive est né à Baltimore, Maryland, le 22 février 1913, et a grandi dans le New Jersey. Il a fait ses études en Physique et en Chimie à l'Université Rutgers et a obtenu le diplôme de Bachelor of sciences en 1934. Il a aussi obtenu un doctorat à l'Université Johns Hopkins en 1939 en soutenant une thèse intitulée "Pratique et théorie de la modulation des compteurs Geiger".

## Carrière scientifique
John N. Shive a rejoint les Laboratoires Bell in 1939. Il a commencé par travailler au service de recherche et développement jusqu'à ce que les Laboratoires Bell lui demandent de s'occuper de la formation des étudiants et du personnel de Bell. À sa retraite des Laboratoires Bell, il poursuivit son activité comme professeur assistant de physique à Georgian Court University. Le cadran solaire installé devant la librairie et à côté de la bibliothèque du campus est dédié à sa mémoire pour le service d'une vie entière consacrée à l'amélioration de l'enseignement de la physique.

### Développement du transistor
Le 30 janvier 1948, Shive découvre que les points de contact plaqués d'or sur une couche de germanium de type p cristallisée sur un substrat de type n donnent "un effet triode sensationnel". Le 13 février, il découvre aussi qu'un transistor constitué de contacts en bronze à la surface d'un substrat de type n, sans couche p, donne des gains de puissance de l'ordre de 40! Il profite de cette découverte pour construire un transistor à points de contact en bronze sur la face avant et la face arrière d'une fine lame de germanium. Il démontre ainsi que les trous peuvent diffuser dans la masse du germanium et pas seulement à la surface comme on le croyait à cette époque. Cela confirmait l'idée de William Slockley qu'il devait être possible de bâtir un transistor à jonction, une idée qu'il n'avait pas communiquée au reste de l'équipe,,. Shockley a admis plus tard que le travail d'équipe était un mélange de coopération et de compétition. Il a reconnu aussi qu'il gardait secrets certains de ses résultats jusqu'à ce que les avancées de Shive en 1948 lui « forcent la main ».

### Phototransistor
En 1948, Shive inventa le phototransistor, un dispositif qui utilise un rayon lumineux au lieu d'un fil conducteur comme émetteur sur un transistor à point de contact pour engendrer des trous qui migrent vers le collecteur Cette découverte ne fut connue qu'en 1950.Cette invention caractérise le système moderne d'appel à longue distance.

### Machine à onde

La machine à onde de John Shive

En 1959, John Shive est nommé Directeur de l'enseignement et de la formation destinés aux employés des Laboratoires Bell,. Dans ce nouveau rôle, il se révéla être un professeur doué et apprécié de ses élèves. Il inventa en particulier un appareil de démonstration de la propagation des ondes qui est connu comme la machine à onde de Shive ou le générateur d'ondes de Shive. Dans les pays francophones, on désigne aussi le dispositif sous le terme échelle de perroquet.
La machine est constituée de 64 barreaux horizontaux parallèles attachés en leur milieu sur un ruban ou un fil de torsion perpendiculaire à la direction des barreaux. Le fil de torsion transmet l'énergie d'un barreau à l'autre. Le moment d'inertie important des barreaux permet à l'onde de mettre plusieurs secondes pour se propager d'une extrémité à l'autre de l'appareil, ce qui rend le phénomène aisément visible. La propagation visible de l'onde est analogue à la propagation des ondes de hautes fréquences qui sont invisibles à l'œil humain, telles les ondes sonores ou les ondes électromagnétiques.
La machine à onde peut modéliser la réflexion des ondes, la réflexion partielle, les ondes stationnaires, la résonance, l'accord d'impédance. Shive a produit deux films pédagogiques dans lesquels il met sa machine en scène: Simple Waves et Similarities in Wave Behavior, et un livre portant le même titre que le second film.
Aujourd'hui, les services de démonstration de l'Exploratorium, à San Francisco, fabriquent une version à grande échelle de la machine pour les écoles et les musées des sciences.

## Brevets
Shive a déposé plusieurs brevets, en particulier 
- Joseph Becker et John N. Shive, Redresseur au sélénium et méthode pour le fabriquer (Selenium rectifier and method of making it), brevet n°2339613, BELL TELEPHONE LABORATORIES INC., 27/02/1942-18/01/1944.
- Joseph Becker, John N. Shive et Thomas R. Griffith, Thermocouple chauffé directement (Directly heated thermocouple), brevet n°2444027, BELL TELEPHONE LABORATORIES INC., 01/09/1944-29/06/1948.
- John N. Shive, Dispositif traducteur photorésistant (Photoresistive translating device), brevet n°2560606, BELL TELEPHONE LABORATORIES INC., 06/04/1949-17/07/1951.
- John N. Shive, Redresseur au sélénium avec du tellurium et la méthode pour le réaliser (Selenium rectifier including tellurium and method of making it), brevet n°2608611, BELL TELEPHONE LABORATORIES INC., 17/08/1949-26/08/1952.
- John N. Shive, Appareil et méthode pour traiter les redresseurs au sélénium (Apparatus for and method of treating selenium rectifiers), brevet n°2626448, BELL TELEPHONE LABORATORIES INC., 26/08/1947-27/01/1953.
- John N. Shive, Dispositif semiconducteur photoélectrique (Semiconductor photoelectric device), brevet n°2641713, BELL TELEPHONE LABORATORIES INC., 21/03/1951-09/06/1953.
- John N. Shive, Conditionnement des traducteurs semiconducteurs (Conditioning of semiconductor translators), brevet n°2676228, BELL TELEPHONE LABORATORIES INC., 06/10/1951-20/04/1954.
- John N. Shive, Amplificateur semiconducteur (Semiconductor amplifier), brevet n°2691750, BELL TELEPHONE LABORATORIES INC.,14/08/1948-12/10/1954.
- John N. Shive, Courant alternatif de porte (Alternating gate current), brevet n°2790088, BELL TELEPHONE LABORATORIES INC., 10/08/1953-23/04/1957.

## Distinctions
John N. Shive était :
- Fellow of the American Physical Society
- Senior Member of the Institute of Electrical and Electronics Engineers
- Chairman of the Advisory Committee on the Pre-College Physics Project of the American Institute of Physics[1].